# مارکوس اسمارزوچ
مارکوس اسمارزوچ (انگلیسی: Markus Smarzoch؛ زادهٔ ۱۴ آوریل ۱۹۹۰) بازیکن فوتبال اهل آلمان است.
از باشگاه‌هایی که در آن بازی کرده‌است می‌توان به باشگاه فوتبال یان رگنسبورگ اشاره کرد.